# Philip Basset
Philip Basset (né vers 1185 - décédé le 19 octobre 1271) était le Chief Justiciar d'Angleterre de mai 1261 à juillet 1263,.
Philip Basset était le fils d'Alan Basset, de High Wycombe dans le Buckinghamshire, et de sa femme, Aline Degai. Il avait deux frères aînés: Gilbert Basset, leader baronnial, et Fulk Basset, évêque de Londres.
Il a hérité du manoir de Wycombe. La ville a reçu le statut de « market borough » en 1237.
Basset a été Justiciar d'Angleterre entre mai 1261 et juillet 1263, soit entre les deux mandats de son gendre, Hugh le Despencer. Cette période coïncide ave le moment où Henri III reprend le contrôle du gouvernement sur les barons.
Il a été marié deux fois. Une première fois avec Hawise, petite-fille de Godfrey de Louvain (d.1226).  Ils ont eu deux filles:
- Aline, qui a épousé d'une part Hugh le Despencer, 1er baron le Despencer[6] et d'autre part, Roger Bigod, 5e comte de Norfolk
- Margery, qui a épousé Sir John FitzJohn.

Ensuite, il est marié à Ela de Longespée, fille de William de Longespée, fils illégitime d'Henri II.  Ils n'ont pas eu de descendance. 